# Бульвар Райня (Рига)
Бульвар Ра́йня (латыш. Raiņa bulvāris, в советское время бульвар Райниса, до 1920 бульвар Наследника) — улица в исторической части города Риги, в Центральном районе. Пролегает в юго-восточном направлении от улицы Кришьяня Валдемара до стыка улиц Марияс и 13 Января на Привокзальной площади.
Бульвар проходит вдоль парковой зоны Городского канала и застроен только по одной стороне. Нумерация домов в начале бульвара смешанная (чётные и нечётные номера в одном ряду), однако после пересечения с бульваром Бривибас (начиная с дома № 9) используются только нечётные номера.
На бульваре Райня расположены дипломатические представительства ряда государств.

## История

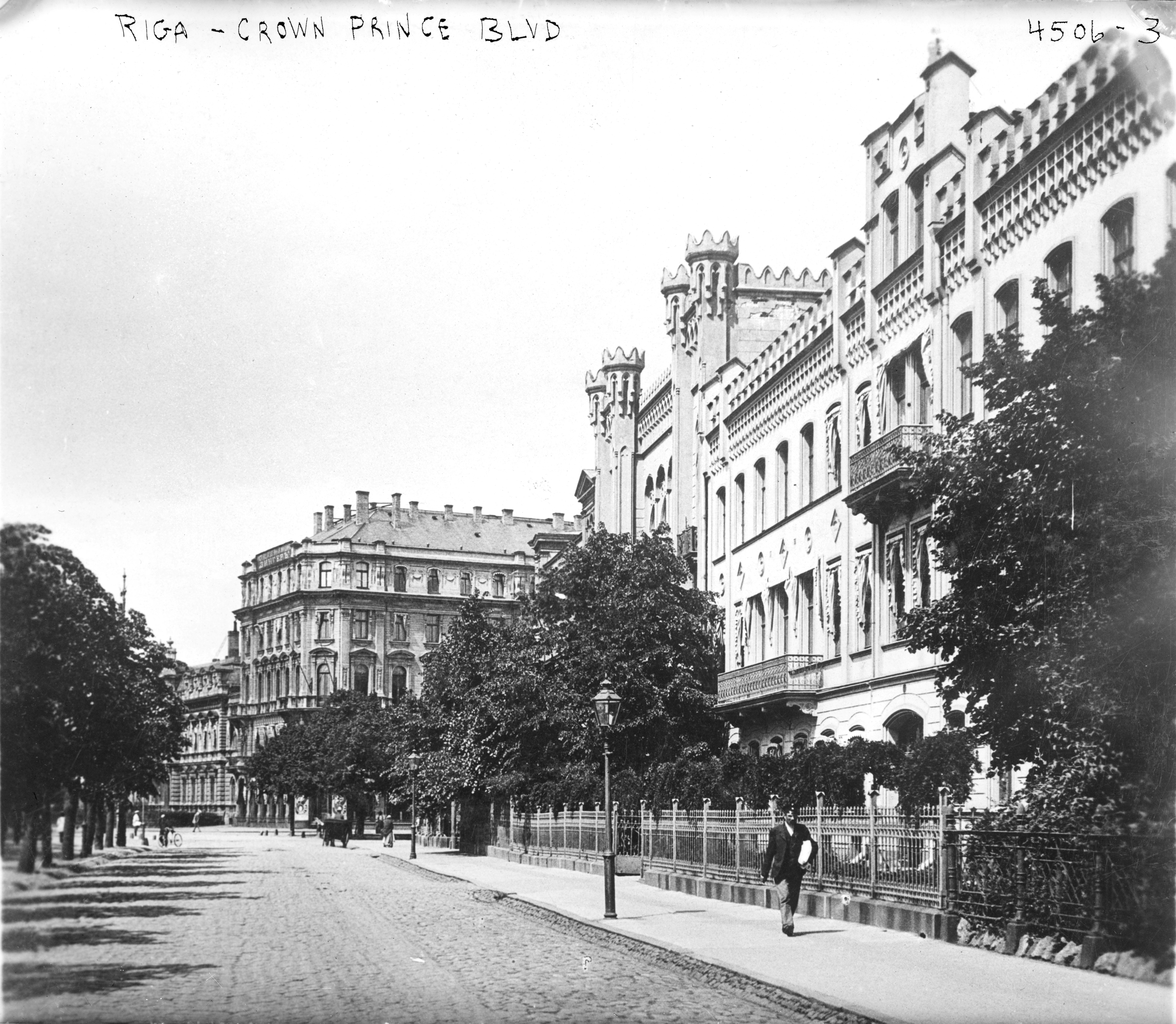
Бульвар Наследника, 1915 г.

Бульвар был проложен в 1859—1863 годах, после сноса городских укреплений, в ходе преобразования освободившейся территории в новую, репрезентативную часть города. В 1861 году получил название бульвар Наследника (нем. Thronfolger Boulevard, латыш. Troņmantnieka bulvāris).
Участок вдоль Городского канала между нынешними улицами Марияс и Кришьяня Барона (тогда Суворова) в конце XIX века представлял собой торговый район. На берегу со стороны бульвара Наследника находился склад лесоматериалов, в канале базировались лодки для перевозки стройматериалов, а на другом берегу — стоянка грузчиков и лавка для торговли семенами. В 1891 году Управление садов Риги решило превратить этот участок в сквер и получило поддержку Рижской думы.
Для благоустройства сквера напротив Политехнического училища возникла необходимость в пешеходном мостике через Городской канал к Немецкому театру. В своё время академик Императорской Академии художеств и профессор Прусской академии художеств В. Ф. Тимм наметил место, где должен быть построен мост, и обрисовал его конструкцию с подпорной металлической аркой. Пешеходный мост был построен на завещанные Тиммом средства, открыт 14 февраля 1900 года и получил название в честь благотворителя.
В 1920 году, ещё при жизни Райниса, бульвар был переименован в честь этого латышского поэта и государственного деятеля. В годы немецкой оккупации временно носил имя германского политического деятеля Альфреда Розенберга. С 1944 года бульвар вновь носит нынешнее название, которое более не изменялось.

## Транспорт
Общая длина бульвара Райня составляет 1020 метров. На всём протяжении бульвар асфальтирован, движение одностороннее (в направлении к Привокзальной площади). Имеется три полосы движения, одна из которых выделена для общественного транспорта. По улице проходят многие маршруты автобуса и троллейбуса, имеется одноимённая остановка.

## Достопримечательности и застройка

### Скульптура
На площади у перекрёстка с бульваром Бривибас находится памятник Свободы — один из главных символов Риги и Латвии (1935).
В парковой зоне вдоль бульвара установлены памятники А. Калныньшу, Р. Блауманису, а также ряд образцов садово-парковой скульптуры: «Моя земля» (скульптор Александра Бриеде, 1968), «Танец мира» (скульптор Парсла Залькалне, 1970) и другие.
У перекрёстка с улицей Кришьяня Валдемара в 2003 году установлен памятник Карлису Улманису.
В 2006 году у моста Тимма был открыт памятник рижскому градоначальнику 1901—1912 годов Джорджу Армитстеду. Авторы памятника — скульптор Андрис Варпа, архитектор Кристине Визиня, художник по металлу Денис Гочияев (Санкт-Петербург). Работы оплатил рижский предприниматель и меценат Евгений Гомберг.

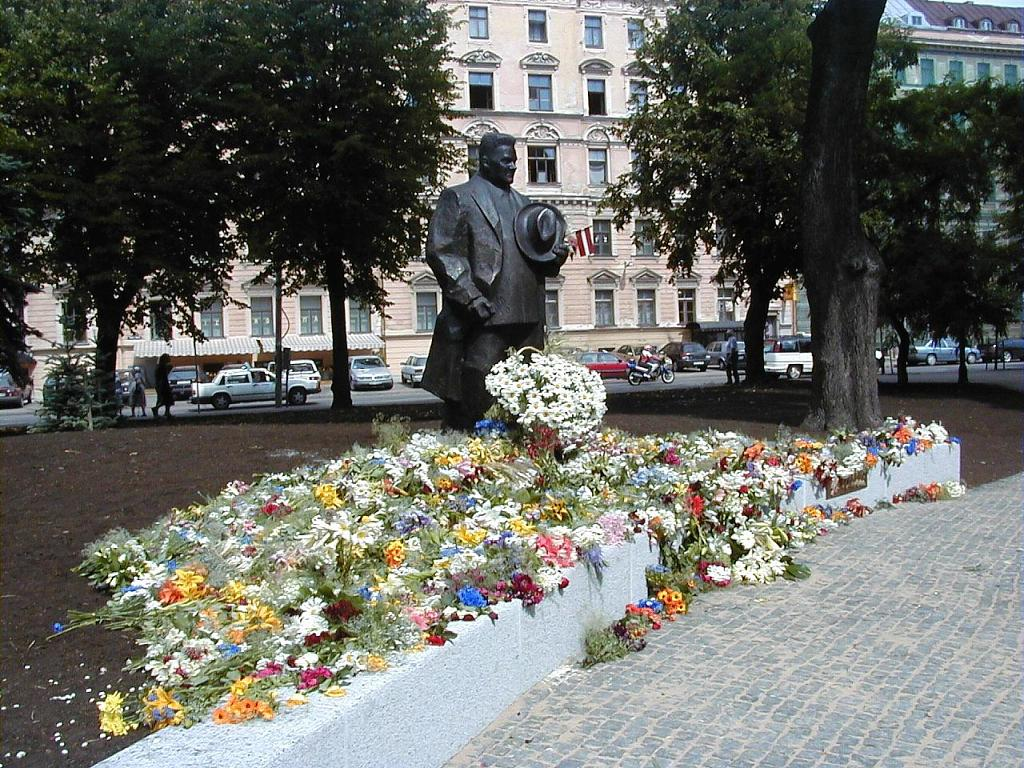
Памятник К. Улманису
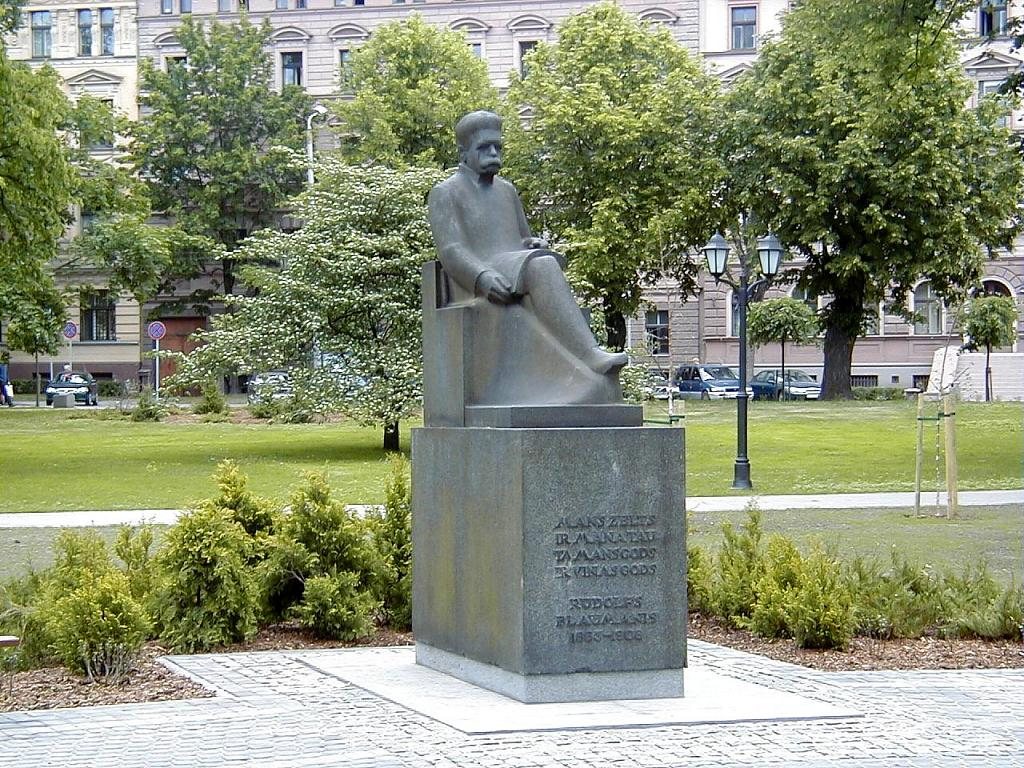
Памятник Р. Блауманису
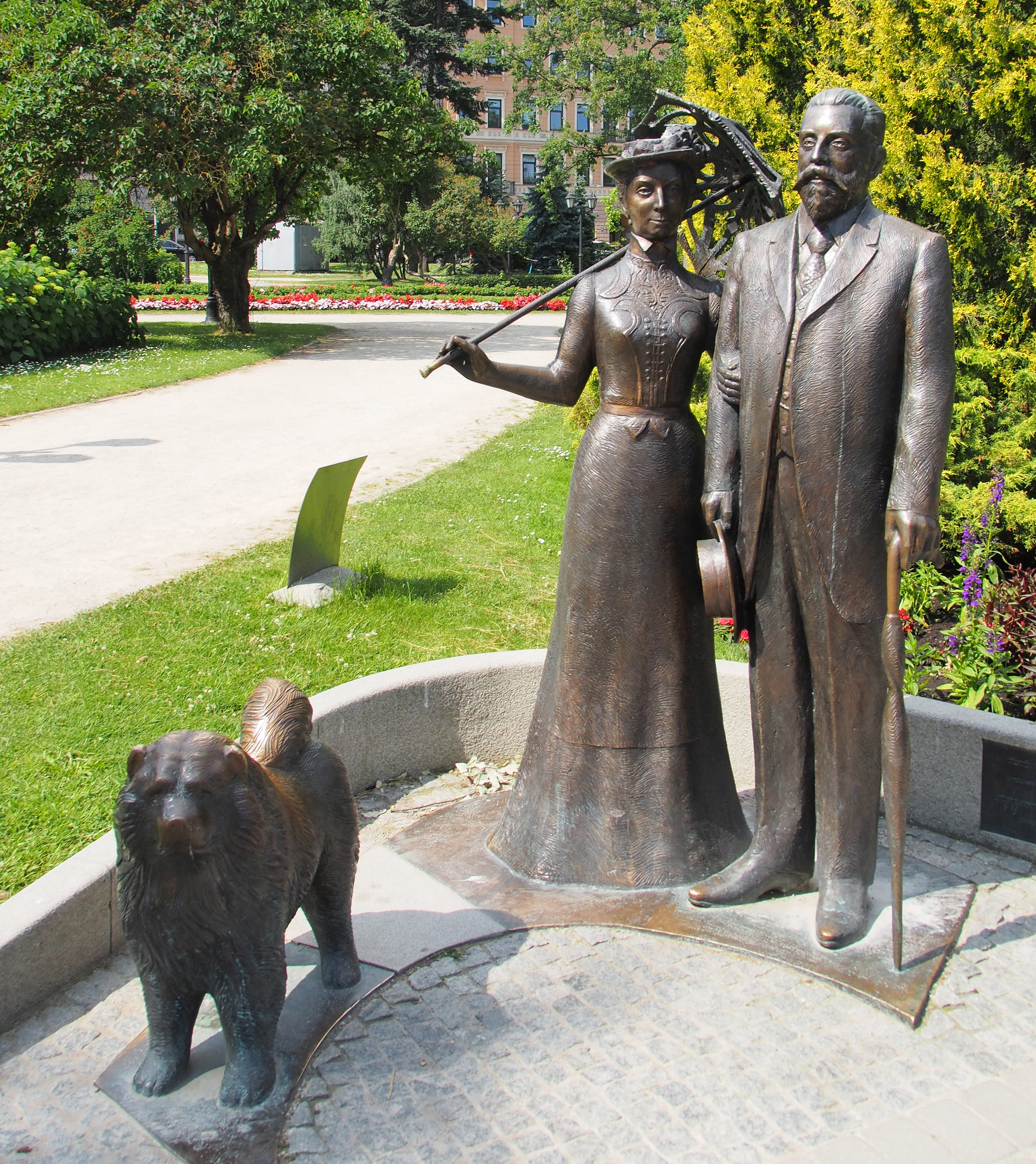
Памятник Дж. Армитстеду

### Архитектура
Бульвар застроен во второй половине XIX века значительными общественными зданиями и характерными для своей эпохи доходными домами. Одно из немногих мест в центре Риги, где застройка отодвинута от красной линии улицы; ранее перед домами были устроены палисадики.
Почти все здания являются охраняемыми памятниками архитектуры.
Угловой дом по ул. Кришьяня Валдемара, 4 / бульвар Райня, 1 — бывший доходный дом (1876—1877, владелец и архитектор — Р. Пфлуг). Памятник архитектуры местного значения.
Дом № 2 — бывший доходный дом Симона Фельдера (1880—1881, архитектор Я.-Ф. Бауманис). Памятник архитектуры местного значения. В настоящее время в здании размещается посольство Азербайджана.
Дом № 3 — бывший доходный дом барона Р. фон Транзеге-Росенека (1881, архитектор Я.-Ф. Бауманис). Памятник архитектуры местного значения. В настоящее время в здании размещается посольство Грузии.
Дом № 4 — бывший доходный дом Т. Кучинского (1880, архитектор Я.-Ф. Бауманис). Памятник архитектуры местного значения.
Дом № 5 — бывший доходный дом Г. Волкхейма (1879—1883, архитектор Виктор де Граббе). Памятник архитектуры местного значения.
Дом № 6 — бывший доходный дом Г. Эмке (1881—1882, архитектор Карл Гейнрих Эмке). В 1919 году в здании работали деятели Советской Латвии Р. Эндруп и К. Печак.
Дом № 7 — бывшая глазная клиника, построенная на средства, завещанные вдовой рижского городского головы Вильгельминой Реймерс (1861—1864, архитектор Генрих Шель). Здание перестроено в 1930-е годы по проекту О. Тилманиса. Памятник архитектуры местного значения. В 1936 году здание было передано для административных целей, а клиника переехала по адресу ул. Базницас, 13, где действовала до ликвидации в 1951 году. В здании на бульваре Райня в 1940—1941 годах находился Совет народных комиссаров (правительство) Латвийской ССР, затем Президиум Верховного Совета Латвийской ССР, министерство строительства и архитектуры Латвийской ССР, структуры Рижского горисполкома. С 1992 по 2011 год в здании размещалось посольство США в Латвии, а с 2012 по 2022 год, на период реконструкции основного здания, временно находилась экспозиция музея оккупации Латвии.
Дом № 8 — 1-я Рижская гимназия (1865—1867, архитектор Иоганн Даниэль Фельско). Перестроена в 1902—1903, реставрирована в 2018. Памятник архитектуры местного значения.
Дом № 9 — бывший особняк А. Менцендорфа (1872—1876, архитектор Я.-Ф. Бауманис). Является памятником архитектуры государственного значения, в богато декорированном фасаде преобладают формы французского ренессанса. В 1919 году в здании жили советский государственный деятель Я. А. Берзиньш (Зиемелис) и председатель Исколата О. Я. Карклиньш. В советское время здесь располагались учреждения прокуратуры. В настоящее время в здании размещается посольство Франции.
Угловой дом по бул. Бривибас, 19 — бывший доходный дом (1876, 1892, владелец и архитектор — Я.-Ф. Бауманис). Памятник архитектуры местного значения.
Дом № 11 — бывший доходный дом К. Г. Шухардта (1867—1868, архитектор Я.-Ф. Бауманис). Памятник архитектуры местного значения.
Дом № 13 — бывший доходный дом вдовы купца И. Крута (1868—1875, архитектор Г. Шель). Памятник архитектуры местного значения. В настоящее время в здании размещается посольство Германии.
Дом № 15 — бывший доходный дом М. Хилла (1868, архитектор К. Хессе). Памятник архитектуры местного значения. В 1918 году здесь проживал германский «генеральный уполномоченный империи по прибалтийским землям» Август Винниг, курировавший провозглашение независимости Эстонии и Латвии.
Дом № 17 — бывший доходный дом Стенбока-Фермора (1897, архитектор Я.-Ф. Бауманис). Памятник архитектуры местного значения.
Дом № 19 — главный корпус Латвийского университета (построен как здание Рижского политехникума в 1866—1869, архитектор Г. Хилбиг). Здание и его отдельные элементы признаны памятниками культуры государственного значения.
Дом № 21 — бывший доходный дом К. фон Рейнгольда (1875, архитектор Р. Пфлуг). Памятник архитектуры местного значения.
Дом № 23 — бывший доходный дом А. Книрима (1875, архитектор Р. Пфлуг). Памятник архитектуры местного значения.
Угловой дом № 1 по ул. Кришьяня Барона — бывшая Александровская гимназия (1873—1875, архитектор Я.-Ф. Бауманис). Памятник архитектуры государственного значения.
Дом № 25 — бывший филиал проектного института «Латгипроторг» и кафе «Ленинград» (1968—1973, архитекторы О. Остенбергс и И. Шноре, инженер-конструктор А. Венделиньш).
Дом № 27 — бывший доходный дом (1885, владелец и архитектор — Я.-Ф. Бауманис). Памятник архитектуры местного значения.
Дом № 29 — бывшая Ломоносовская женская русская гимназия (1869—1871, архитектор Я.-Ф. Бауманис). В 1938 перестроена под 3-ю государственную гимназию (надстроен 3 и 4 этаж), архитектор Индрикис Бланкенбург. В советское время в здании находился информационно-вычислительный центр ЛГУ и музей истории университета.
Дом № 31 — бывший доходный дом братьев Мартинсон (1884, архитектор Я.-Ф. Бауманис).
Дом № 33 — бывший доходный дом Якова Бергхольца (1880—1882, архитектор Я.-Ф. Бауманис). С 1-й четверти XX века — гостиница («Bellevue», с 1950 «Сталинград», с 1961 «Балтия», с 2008 «Nordic Hotel Bellevue»). В 1920 здесь останавливался С. М. Киров, прибывший для ведения переговоров о мире с Польшей. Памятник архитектуры местного значения.

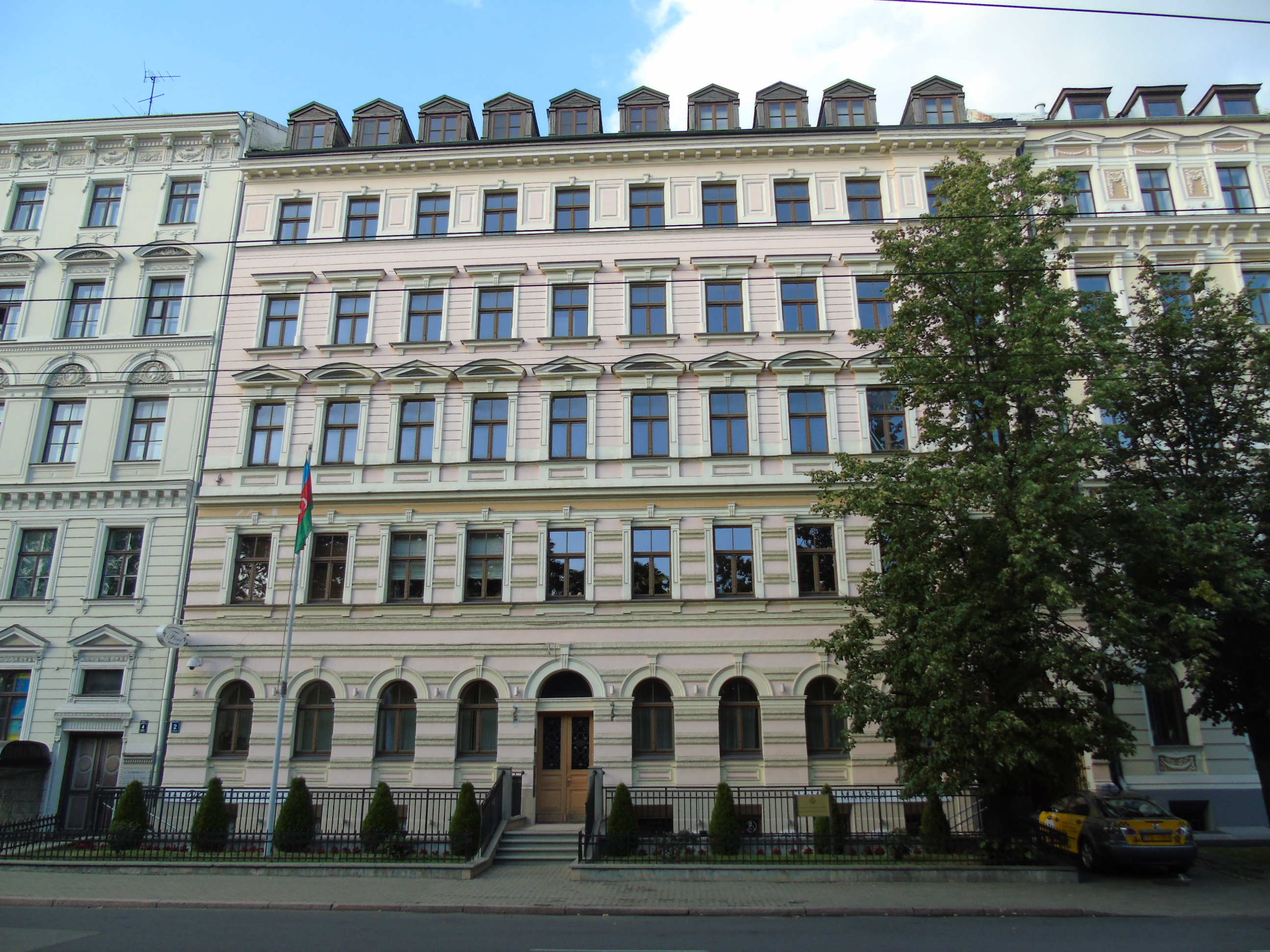
Дом № 2
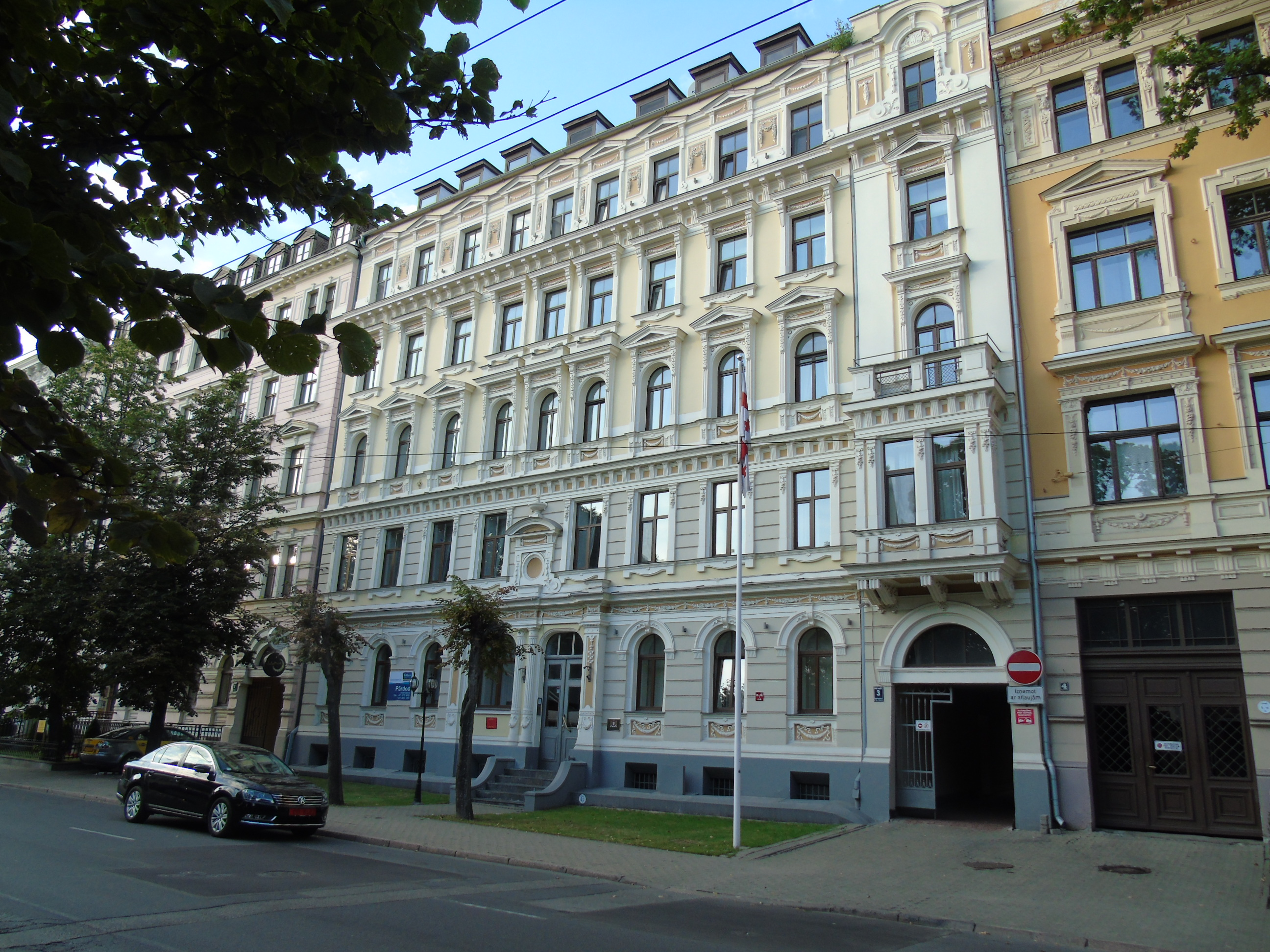
Дом № 3
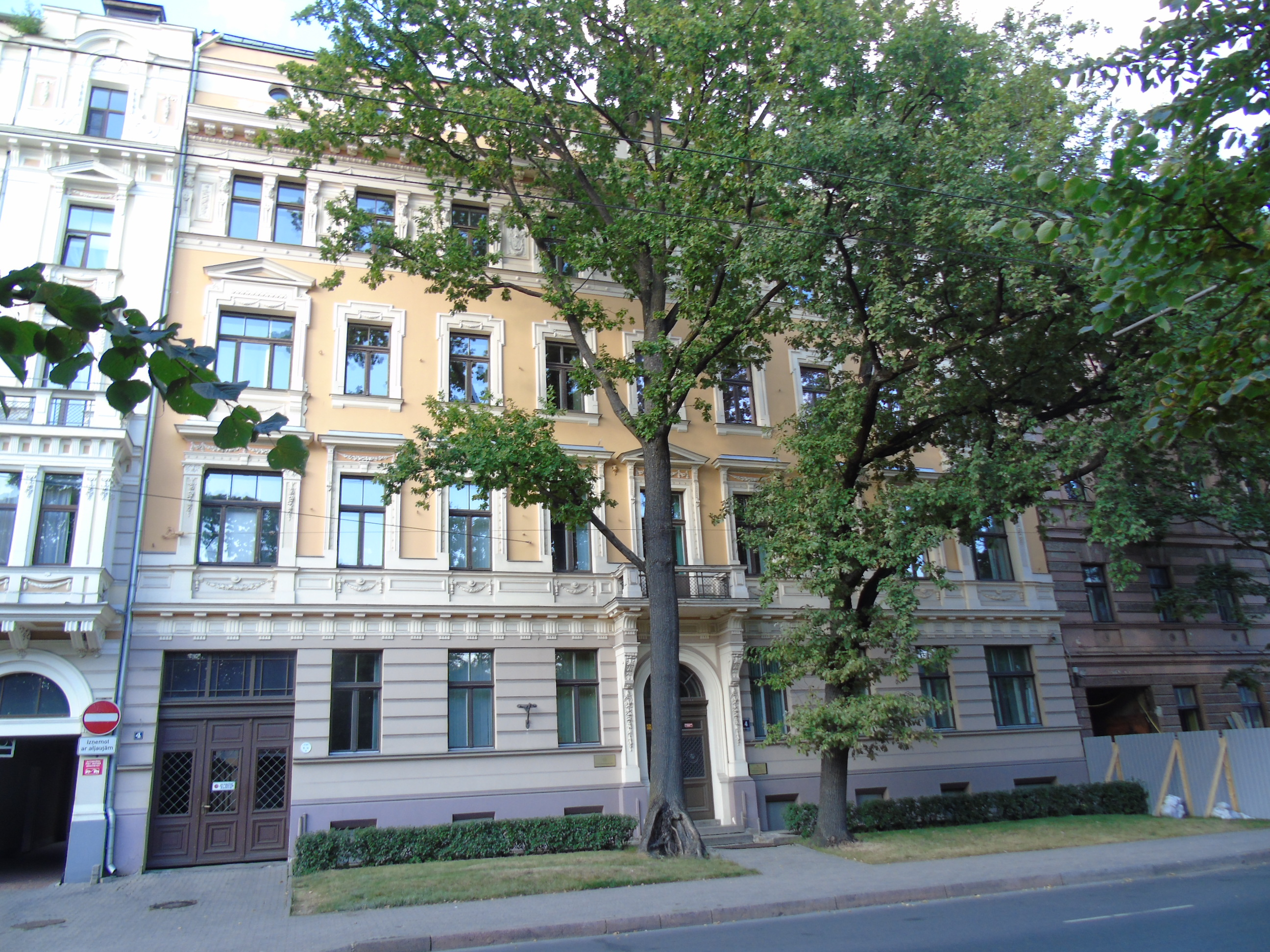
Дом № 4
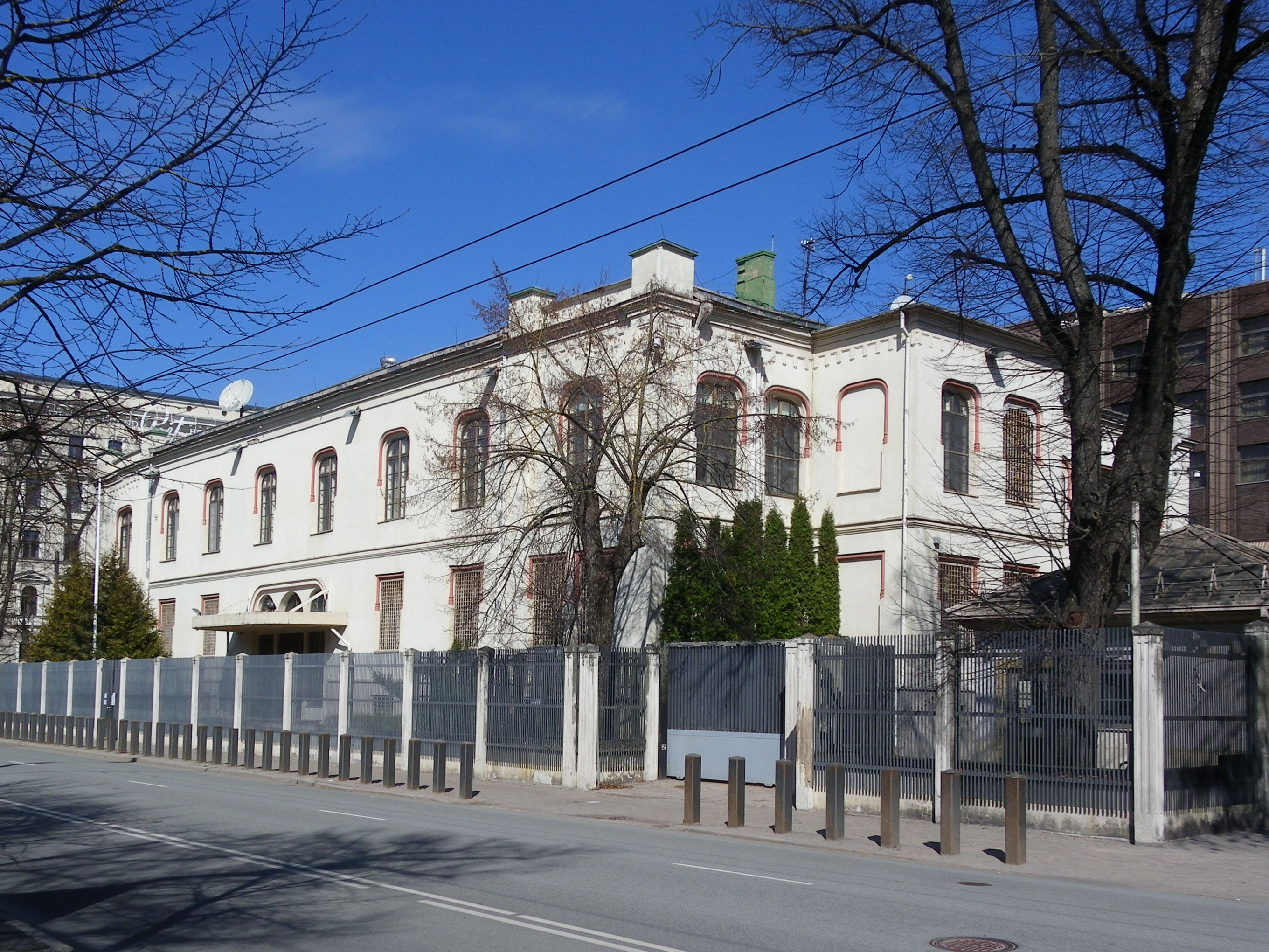
Дом № 7
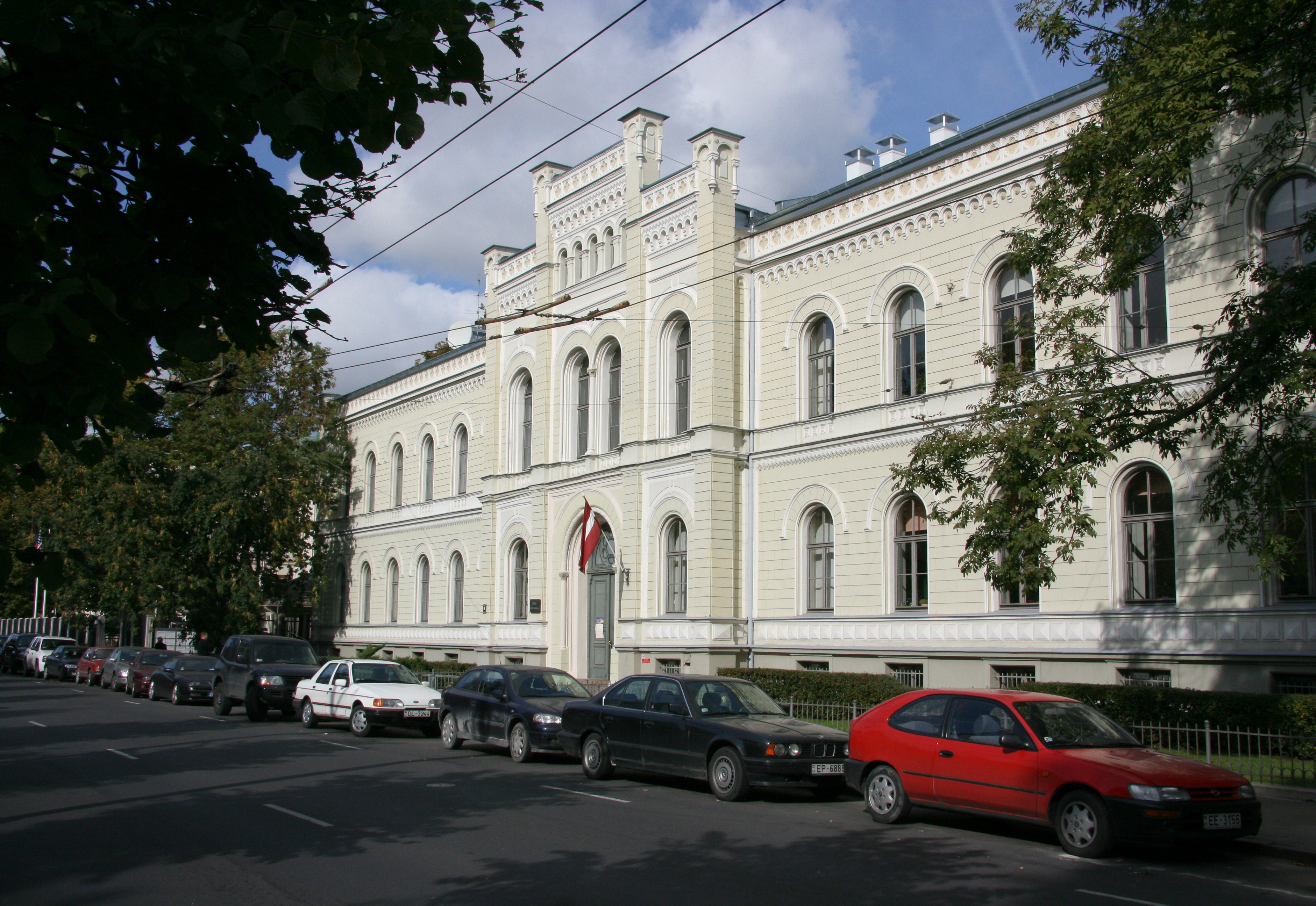
Дом № 8
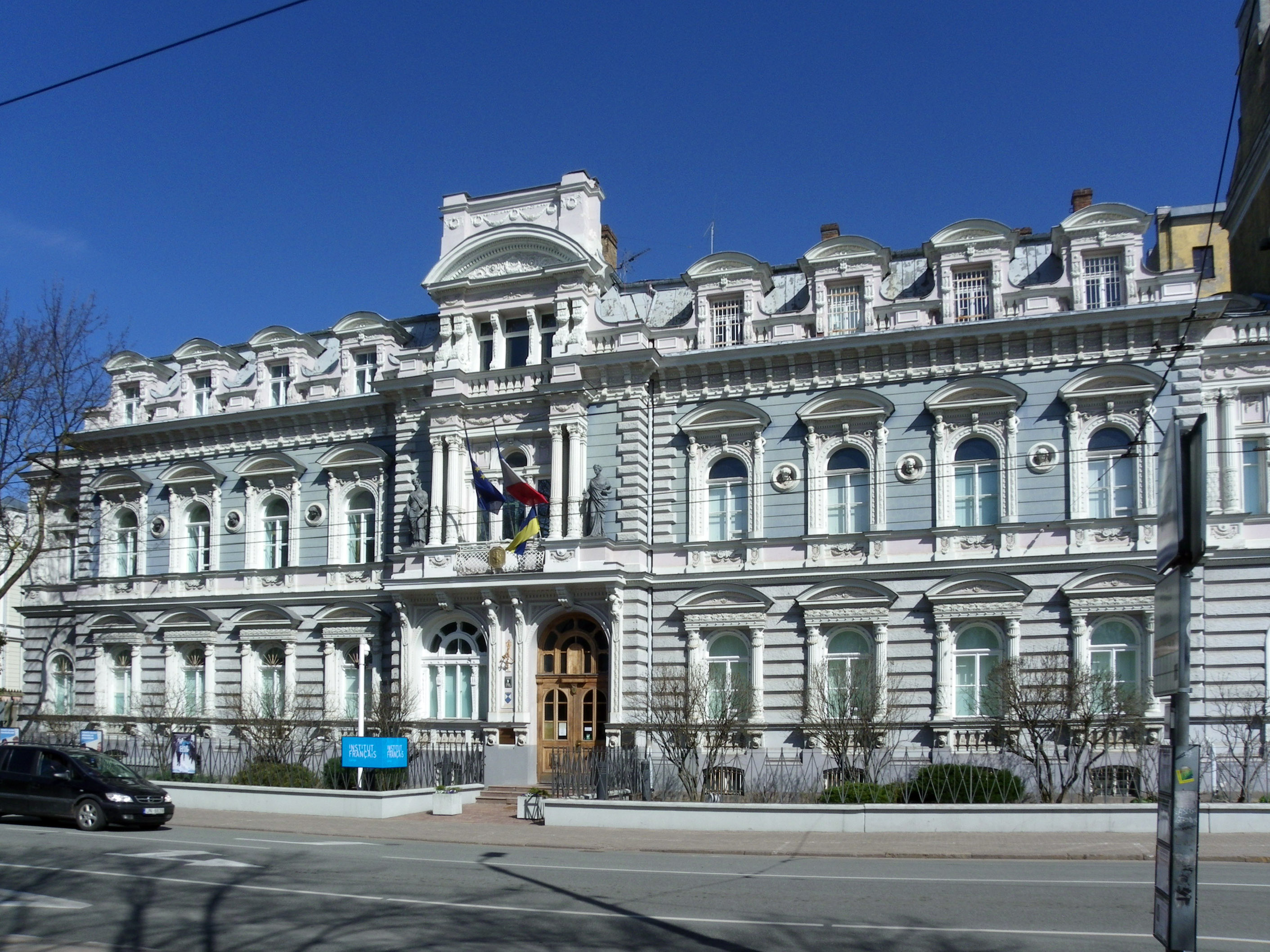
Дом № 9
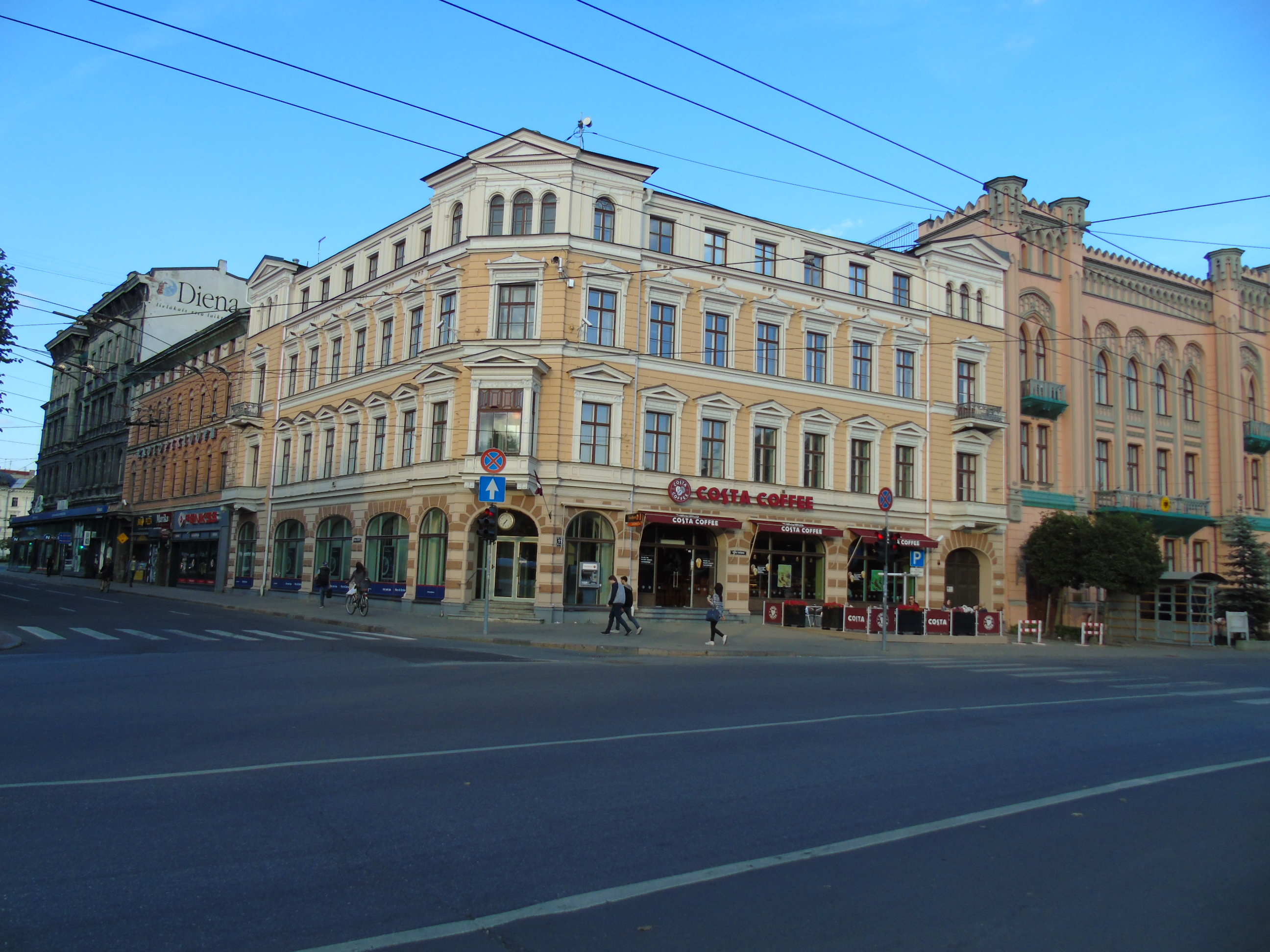
Дом № 11
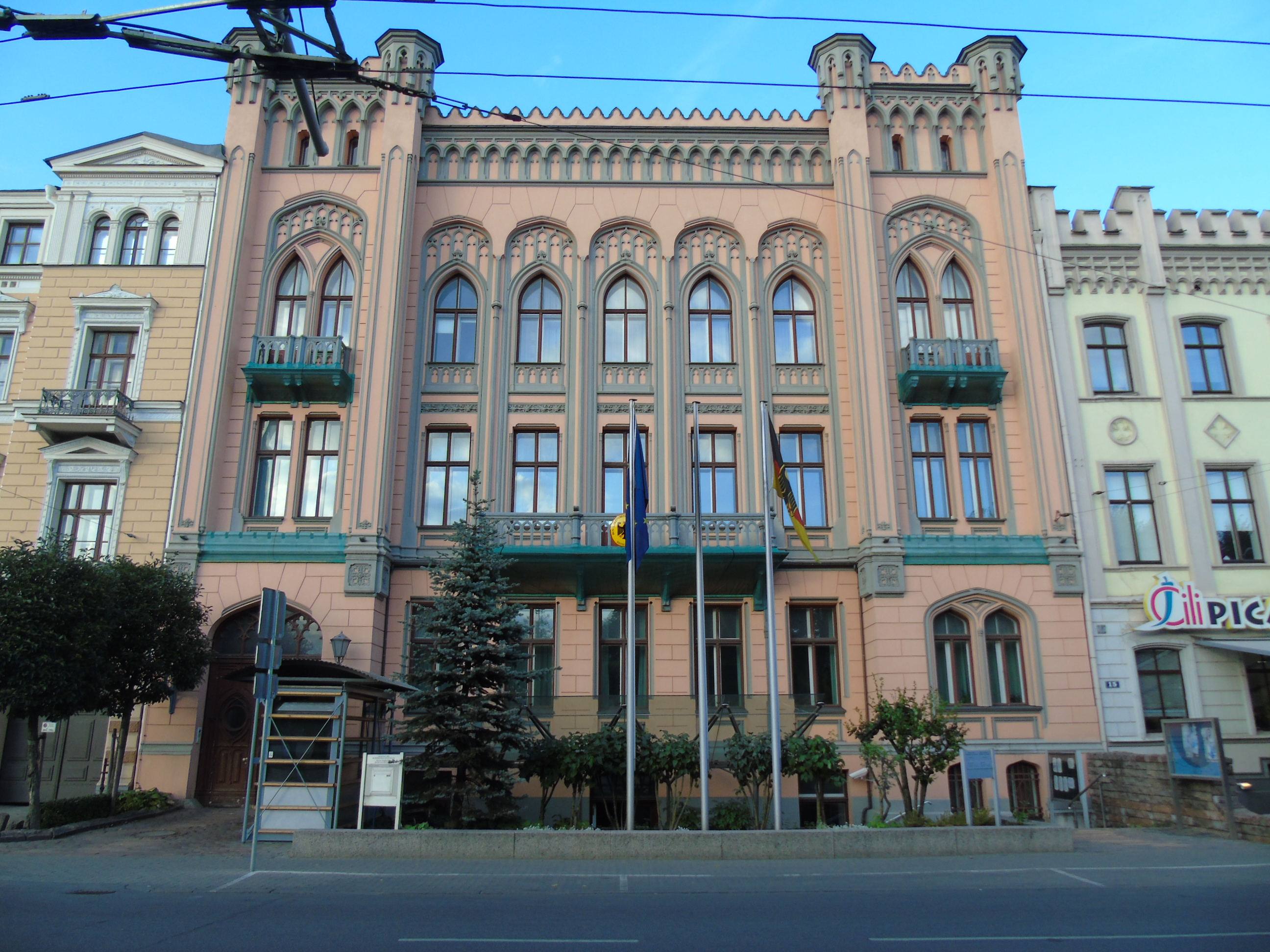
Дом № 13
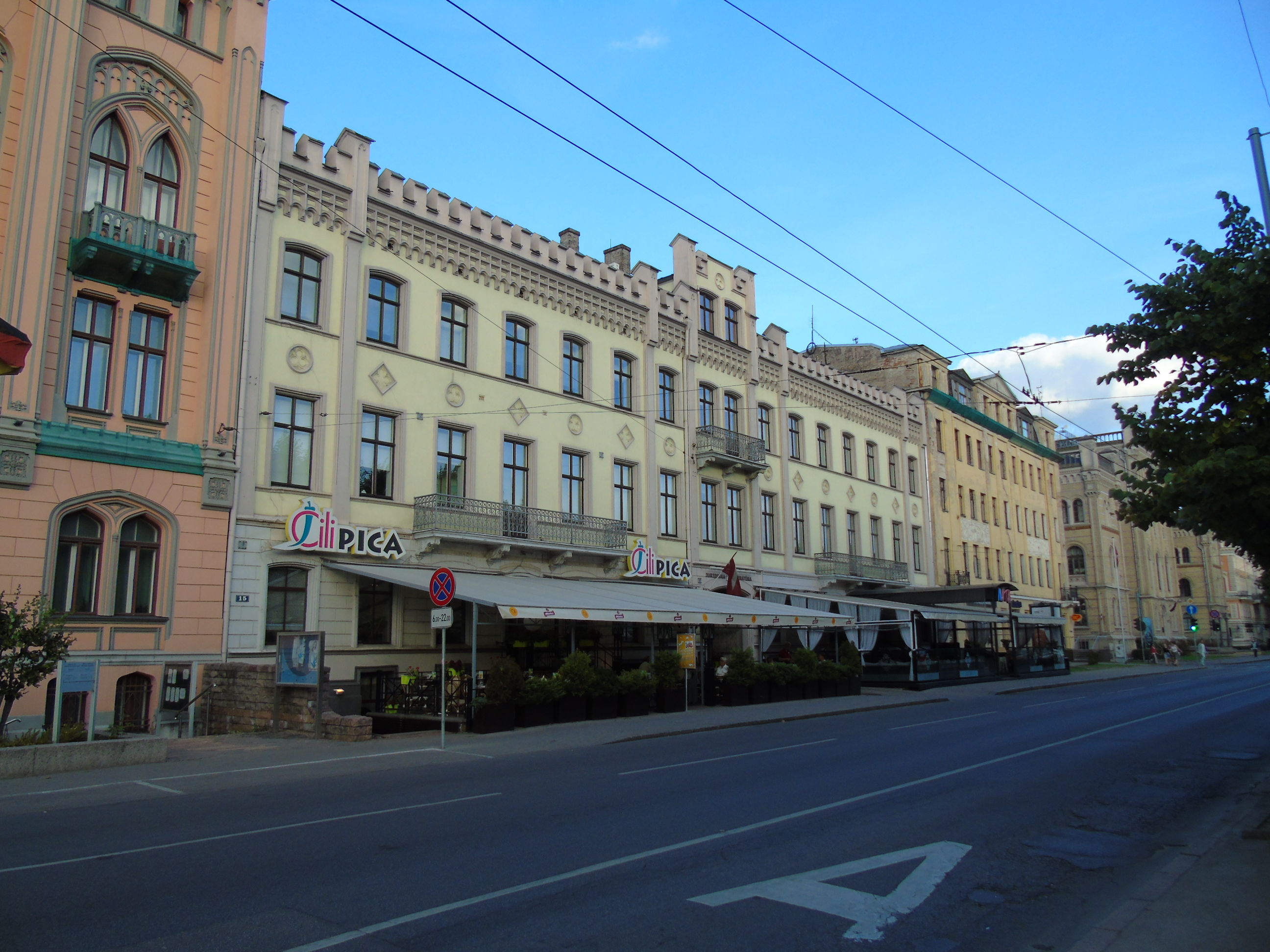
Дом № 15
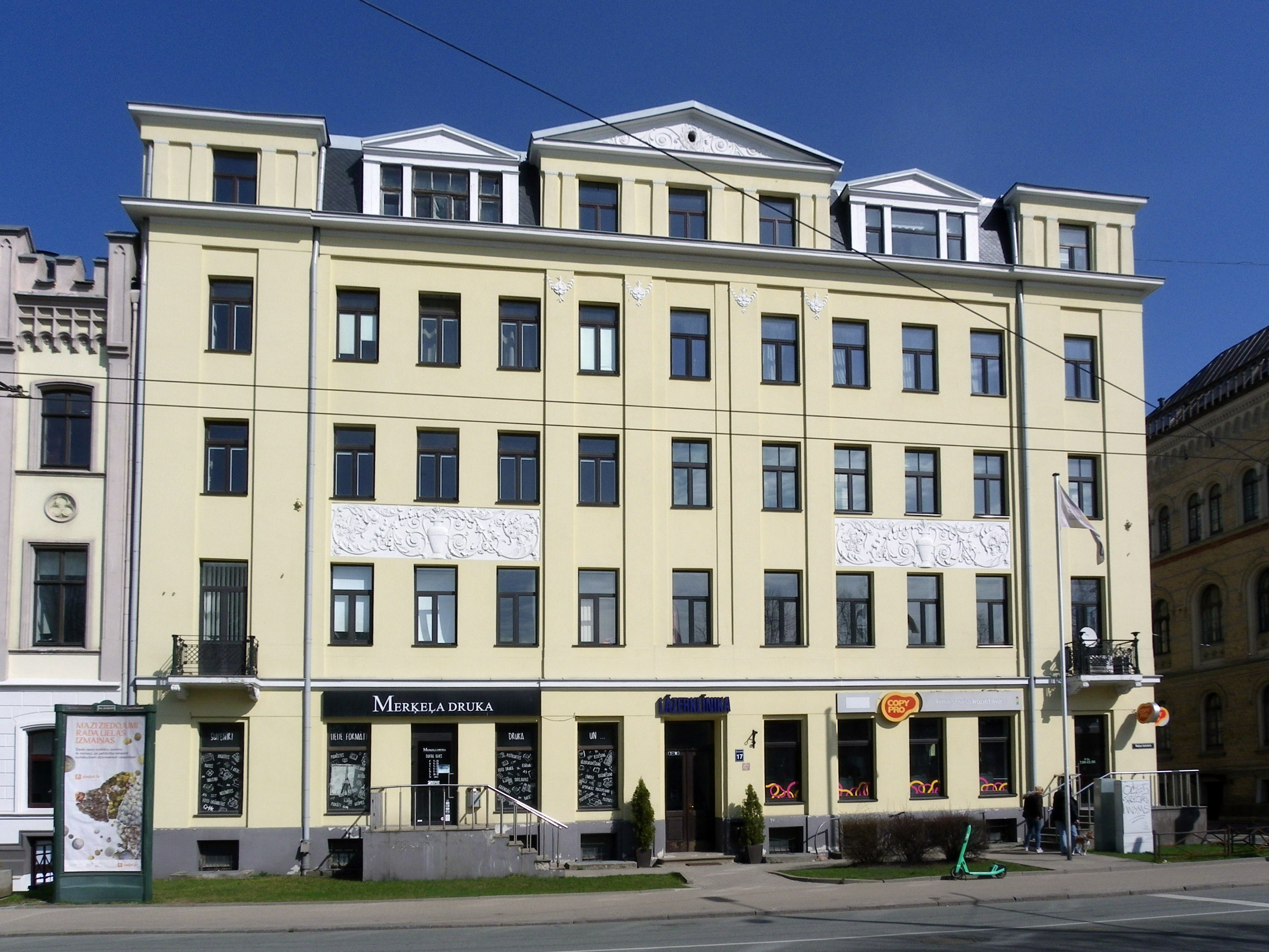
Дом № 17
Латвийский университет
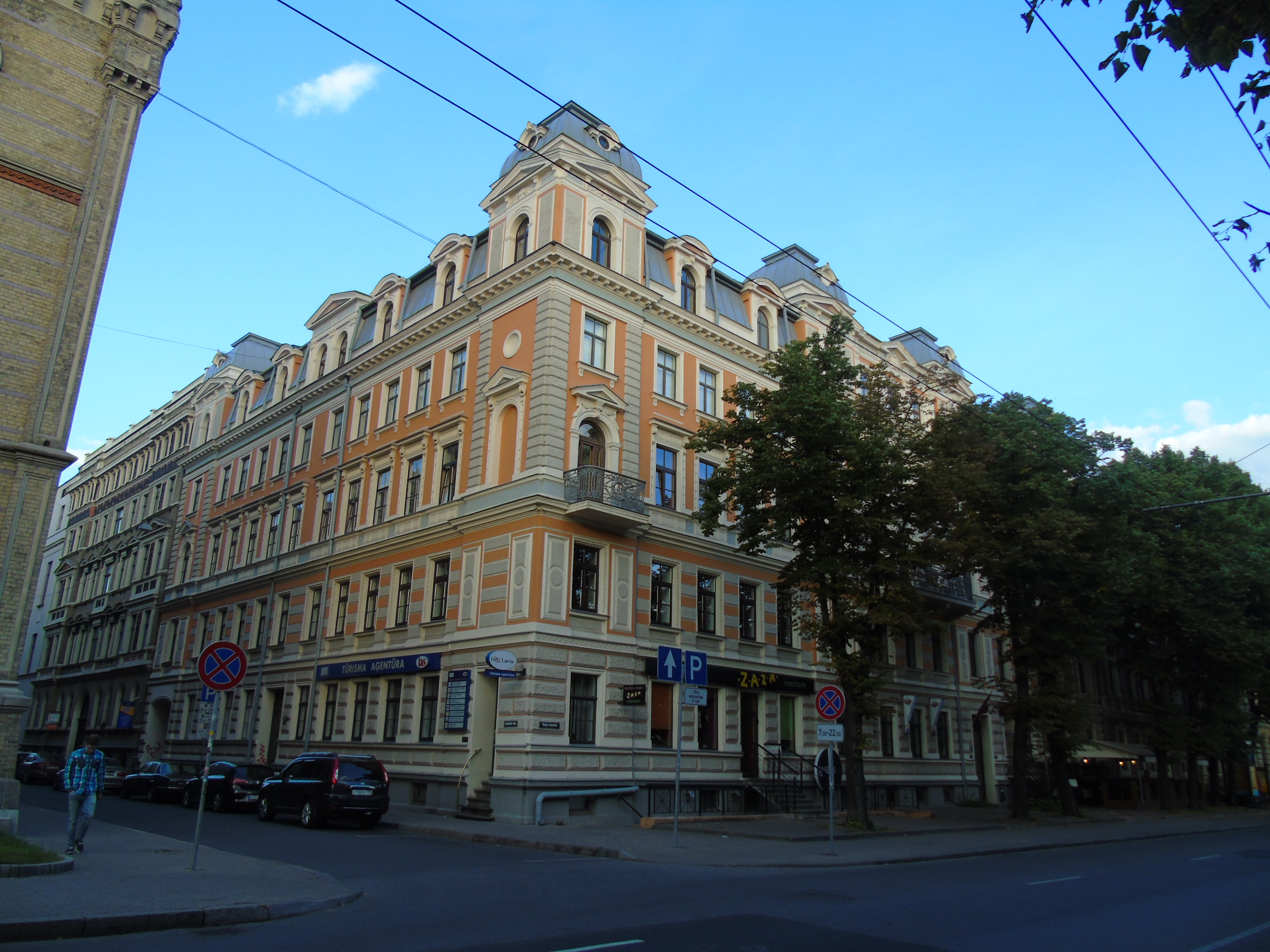
Дом № 21
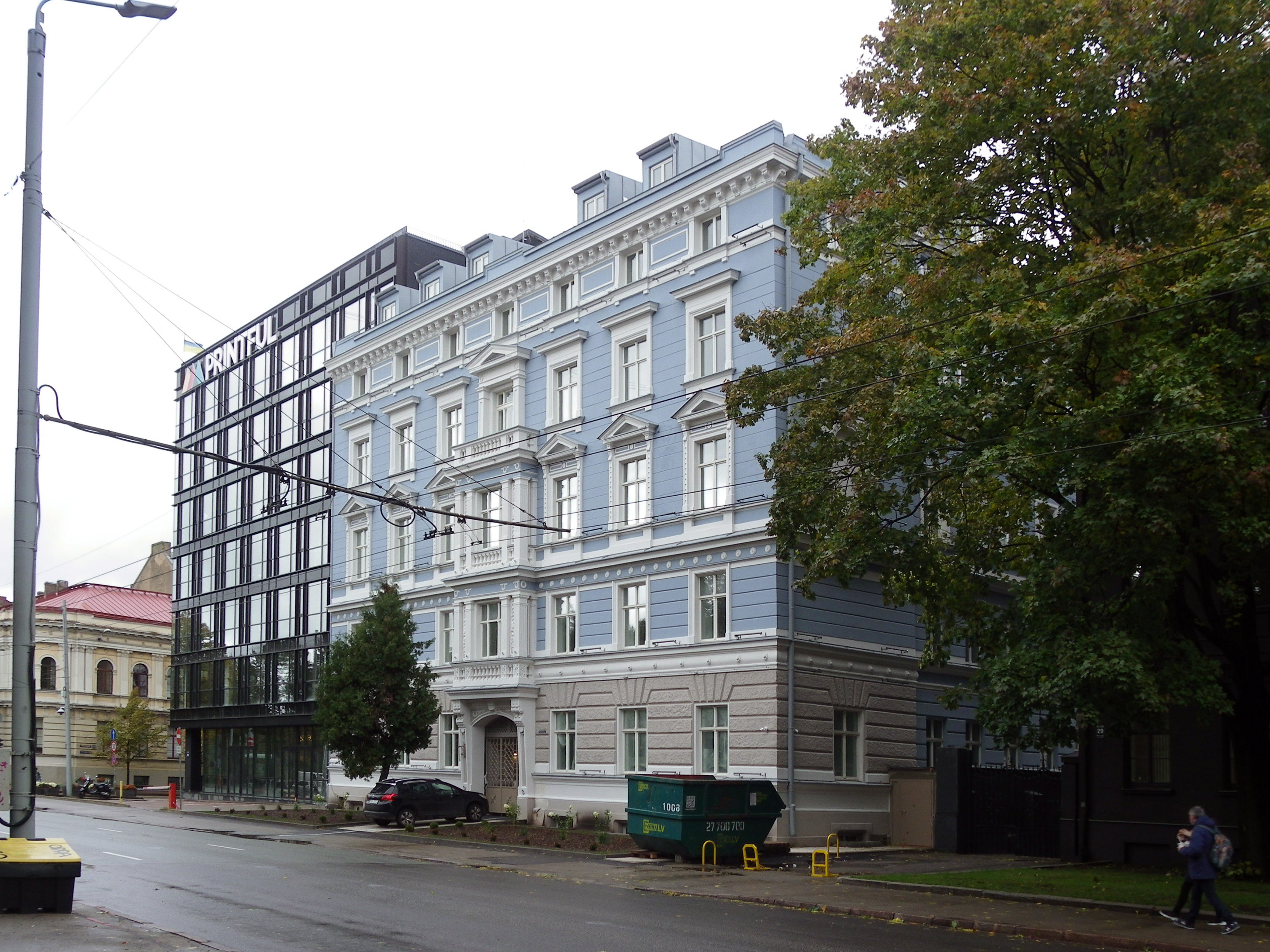
Дома № 25 и 27
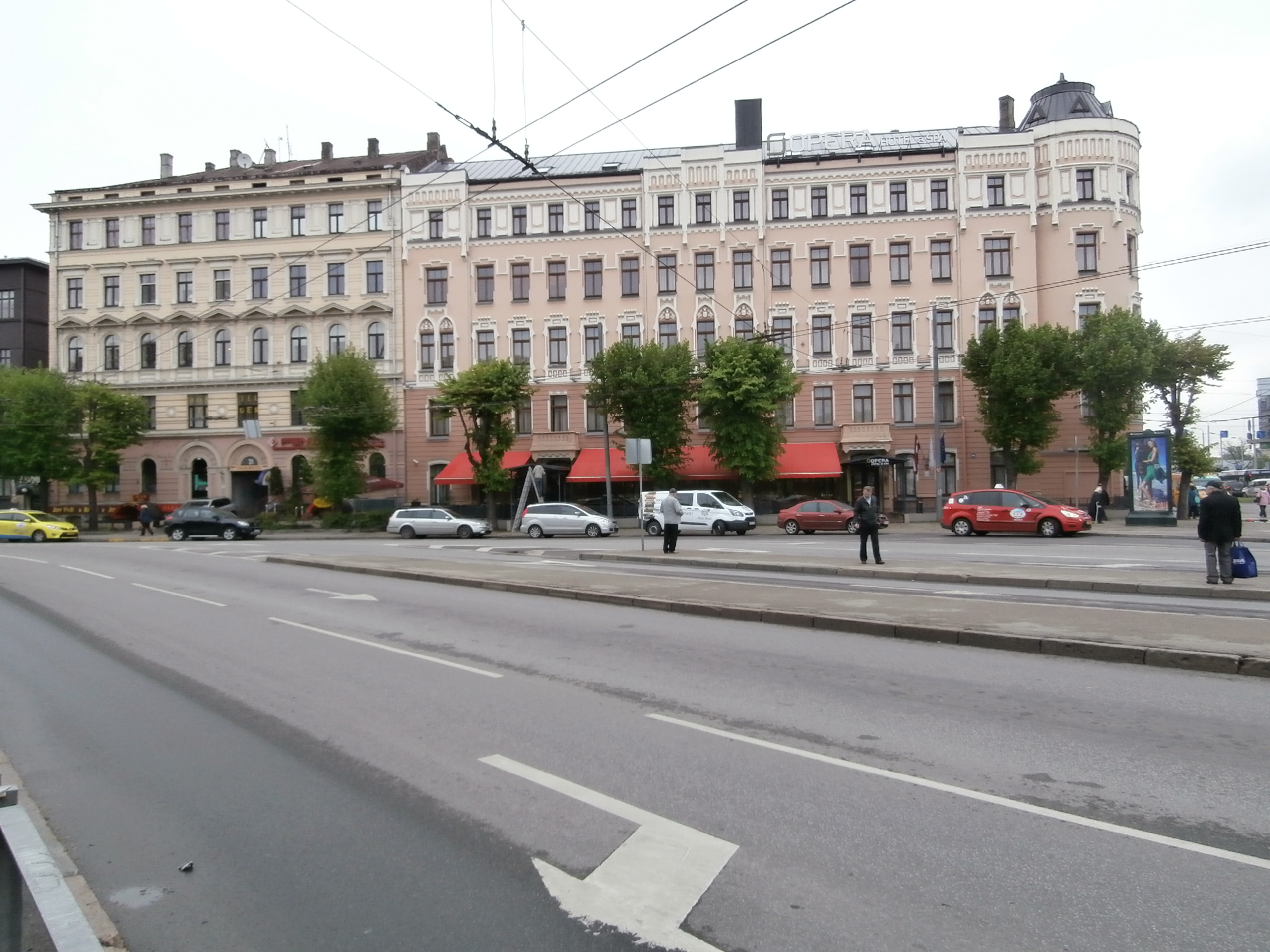
Дома № 31 и 33

## Прилегающие улицы
Бульвар Райня пересекается со следующими улицами:
- улица Кришьяня Валдемара
- улица Реймерса
- бульвар Бривибас
- улица Инжениеру
- улица Архитекту
- улица Кришьяня Барона
- улица Марияс
- улица 13 Января